# الصومال في الألعاب الأولمبية
الصومال في الألعاب الأولمبية تقوم اللجنة الأولمبية الصومالية بالإشراف في شؤون مشاركة الصومال في الألعاب الأولمبية، شاركت الصومال أول مرة في الألعاب الأولمبية في دورة 1972 في ميونخ في ألمانيا الغربية، لم تفز الصومال حتى الآن في مشوارها في الألعاب الأولمبية الصيفية بأي ميدالية.